# Tara Kemp
Tara Leslye Kemp (11 de mayo de 1964 en Livermore, California) es una cantante estadounidense. Es popular por sus exitosos sencillos de 1991 "Hold You Tight" y "Piece of My Heart". Grabó solamente un álbum de estudio en su carrera, llamado Tara Kemp en 1991.

## Discografía

### Estudio
| Año  | Detalles                                                      | Posición en las listas de éxitos | Posición en las listas de éxitos |
| Año  | Detalles                                                      | EEUU                             | EEUU R&B                         |
| ---- | ------------------------------------------------------------- | -------------------------------- | -------------------------------- |
| 1991 | Tara Kemp - Fecha: 16 de enero de 1991 - Sello: Giant Records | 109                              | 34                               |

### Sencillos
| 1991 | "Hold You Tight"                                   | 3  | 4  | 15 | 68 | 24 | 19 | 69 | - EEUU: ORO | Tara Kemp |
| 1991 | "Piece of My Heart"                                | 7  | 47 | —  | —  | 81 | —  | —  |             | Tara Kemp |
| 1991 | "Too Much"                                         | 95 | —  | —  | —  | —  | —  | —  |             | Tara Kemp |
| 1994 | "Come Correct"                                     | —  | —  | —  | —  | —  | —  | —  |             |           |
| 2016 | "Paris in Spring" (con D'Wayne Wiggins)            | —  | —  | —  | —  | —  | —  | —  |             |           |
|      | "—" denota que no ingresó en las listas de éxitos. |    |    |    |    |    |    |    |             |           |